# Orły Górskiego
Orły Górskiego – drużyna złożona z byłych zawodników piłki nożnej (oldbojów) występująca rekreacyjnie w latach 90. XX wieku i początku XXI wieku, biorąca nazwę od popularnego określenia reprezentacji Polski w piłce nożnej z lat jej największej świetności (lata 70. XX wieku).

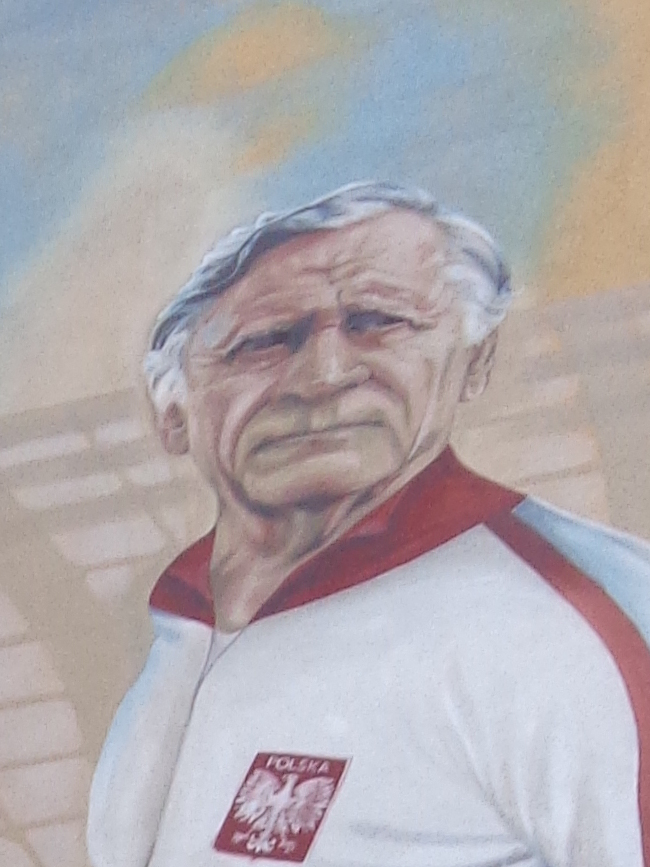
mural przedstawiający Kazimierza Górskiego

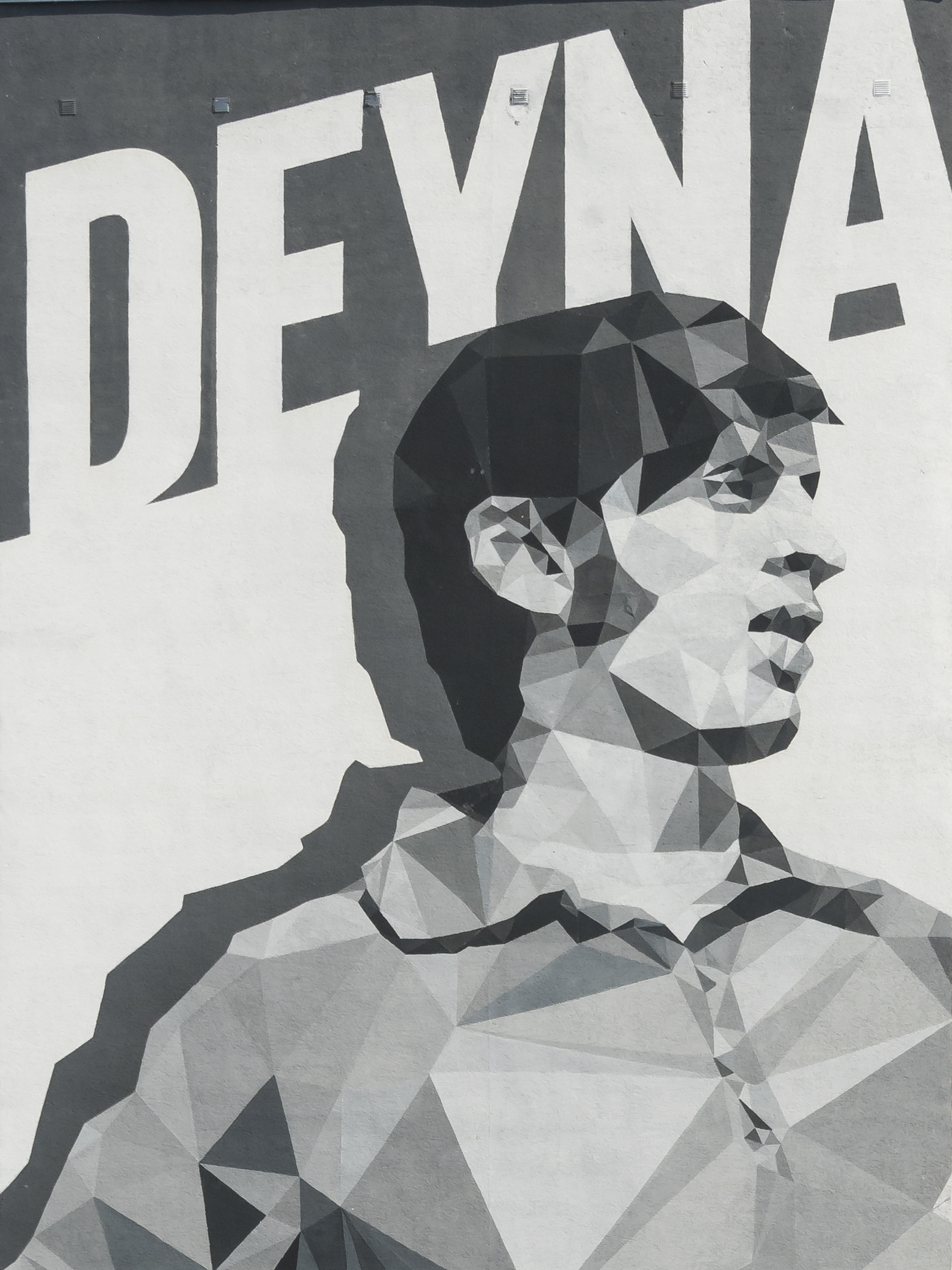
mural przedstawiający Kazimierza Deynę

W skład Orłów Górskiego wchodzą dawni reprezentanci z wyjątkiem zmarłego tragicznie w 1989 kapitana Kazimierza Deyny oraz bramkarza Andrzeja Fischera, który wyjechał w latach 80. do RFN i tam też zmarł w 2018.
Sama ekipa występowała przez długi okres pod wodzą Kazimierza Górskiego aż do czasów jego ciężkiej choroby i śmierci w 2006. W ten sposób było to nawiązanie do dawnej złotej jedenastki. Drużyna rozgrywa mecze towarzyskie z innymi drużynami przy okazji imprez charytatywnych, festynów itp.
Obecnie do zespołu powołuje się nie tylko reprezentantów z lat 70. XX wieku, ale także tych występujących w niej w późniejszych latach (głównie z lat 80., ale też i lat 90. (Jan Furtok)). Mecze takie uświetnia nieraz także obecność starszych reprezentantów, którzy zasiadają na trybunach.
W 2008 Krzysztof Baryła wydał oświadczenie, że nie będzie już zajmował się organizacją meczów Orłów Górskiego.